# Икра (река)
Икра — река в России, протекает в Тоншаевском районе Нижегородской области. Устье реки находится в 282 км по правому берегу реки Пижма. Длина реки составляет 16 км.
Исток реки у деревни Дупляки (Ложкинский сельсовет) в 12 км к юго-востоку от посёлка Тоншаево. Река течёт на северо-запад, протекает деревни Сухой Овраг, Большое Хлыбово, Малое Хлыбово, Вича. В деревне Вича принимает справа крупнейший приток — реку Вича. Впадает в Пижму в Тоншаеве.

## Данные водного реестра
По данным государственного водного реестра России относится к Камскому бассейновому округу, водохозяйственный участок реки — Вятка от города Котельнич до водомерного поста посёлка городского типа Аркуль, речной подбассейн реки — Вятка. Речной бассейн реки — Кама.
Код объекта в государственном водном реестре — 10010300412111100036382.